# Niu Technologies
Niu Technologies (кит. 牛电科技) — китайский производитель электромотоциклов со штаб-квартирой в Китае. 

## История
Компания Niu Technologies основана в 2014 году двумя бывшими сотрудниками компании Xiaomi. С декабря 2017 года генеральным директором компании является Янь Ли.
В 2018 году компания была зарегистрирована на бирже NASDAQ. В 2019 году выручка компании составила около 300 млн долларов. По состоянию на ноябрь 2020 года, 98% продаж осуществлялось в Китае.
С 2021 года компания выпускает электровелосипеды.

## Выручка компании
| Год  | Общий доход (млн. долларов США) | Чистый доход (млн. долларов США) |
| ---- | ------------------------------- | -------------------------------- |
| 2018 | 215,241                         | -50,836                          |
| 2019 | 298,073                         | 27,289                           |
| 2020 | 373,762                         | 25,789                           |
| 2021 | 581,254                         | 35,432                           |
| 2022 | -                               | -                                |